# Myli
Μyli (denominato anche Myloi, Mili o Muloi - in greco: Μύλοι) è un villaggio appartenente alla comunità locale di Chromonastiri del comune di Retimo, nell'unità periferica di Retimo sull'isola di Creta istituita dalla riforma Kallikratis. Capoluogo del nuovo comune è Retimo.
Quando si parla di Myli ci si riferisce sia a un villaggio costruito nei primi anni '70 del XX secolo ("nuovo Myli"), sia ai due piccoli villaggi abbandonati recanti lo stesso nome (rispettivamente denominati "Ano Myli" e "Kato Myli"), i cui resti si trovano all'interno della gola di Myli.

## Storia
Sembra che l'area di Myli sia stata occupata a partire dal periodo ottomano, anche se ci sono molti edifici e ruderi del periodo veneziano.

## Geografia fisica
Prendendo la strada a sud di Chromonastiri, si arriva al villaggio di Myli dopo 1,5 km. Per visitare il vecchio villaggio abbandonato di Myli bisogna scendere lungo il sentiero che conduce alla gola, dove il villaggio si trova. Il suo nome deriva dai numerosi mulini ad acqua, che un tempo vi erano in funzione. Una visita a questo villaggio è apprezzabile anche per la sua vegetazione abbondante e la posizione pittoresca.

### La gola di Myli
La gola di Myli è ideale per le passeggiate; l'attraversamento della gola, rigogliosa di verde, richiede circa un'ora. La gola inizia a Chromonastiri e finisce al villaggio di Xiro Chorio. Nella gola scorre un piccolo fiume e vi si trova il vecchio villaggio abbandonato di Myli, dove si possono vedere esempi di architettura tradizionale, antiche chiese e grotte.